# Westpark (München)

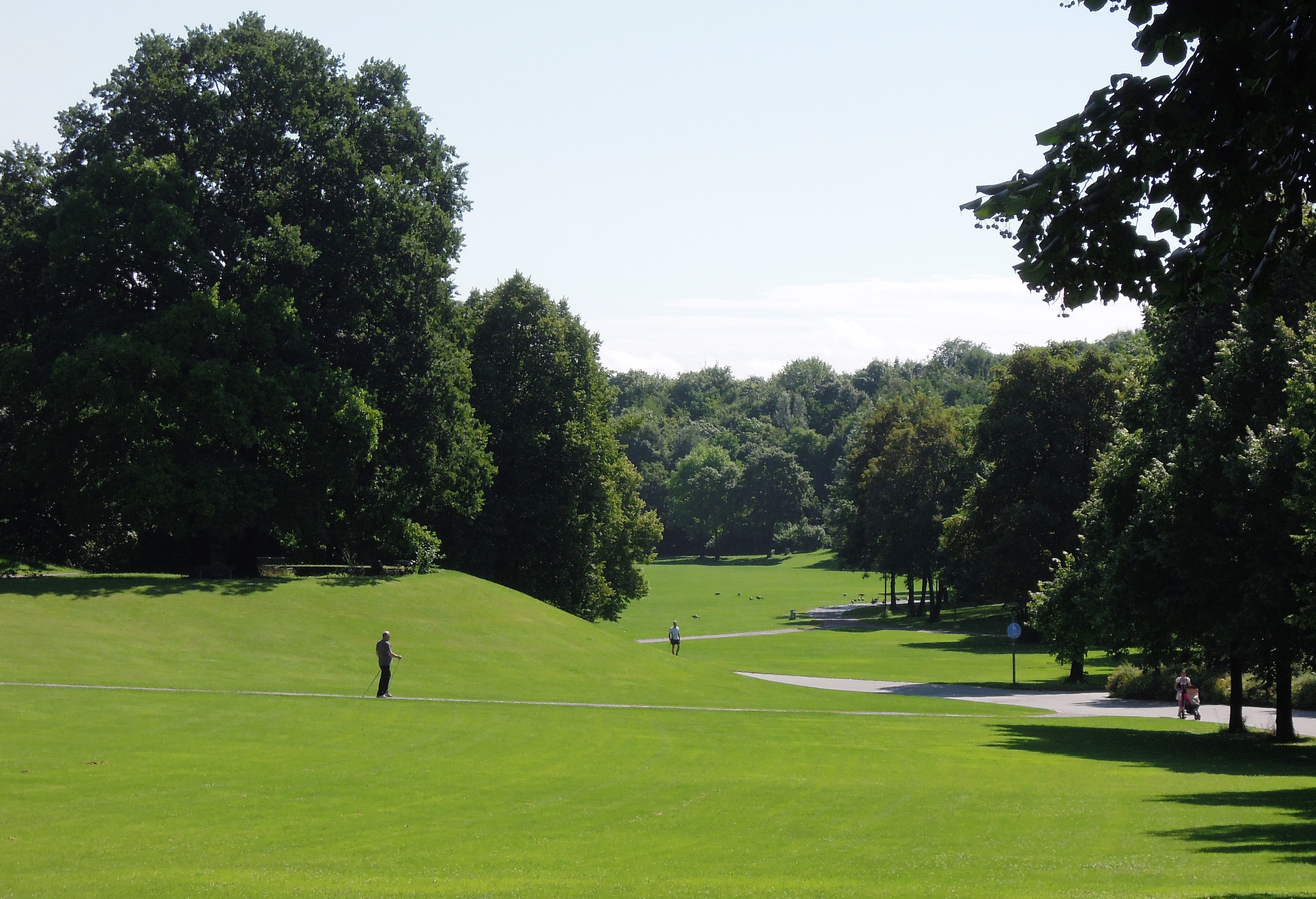
Nhìn về quan cảnh thung lũng của Westpark, phần phía Đông

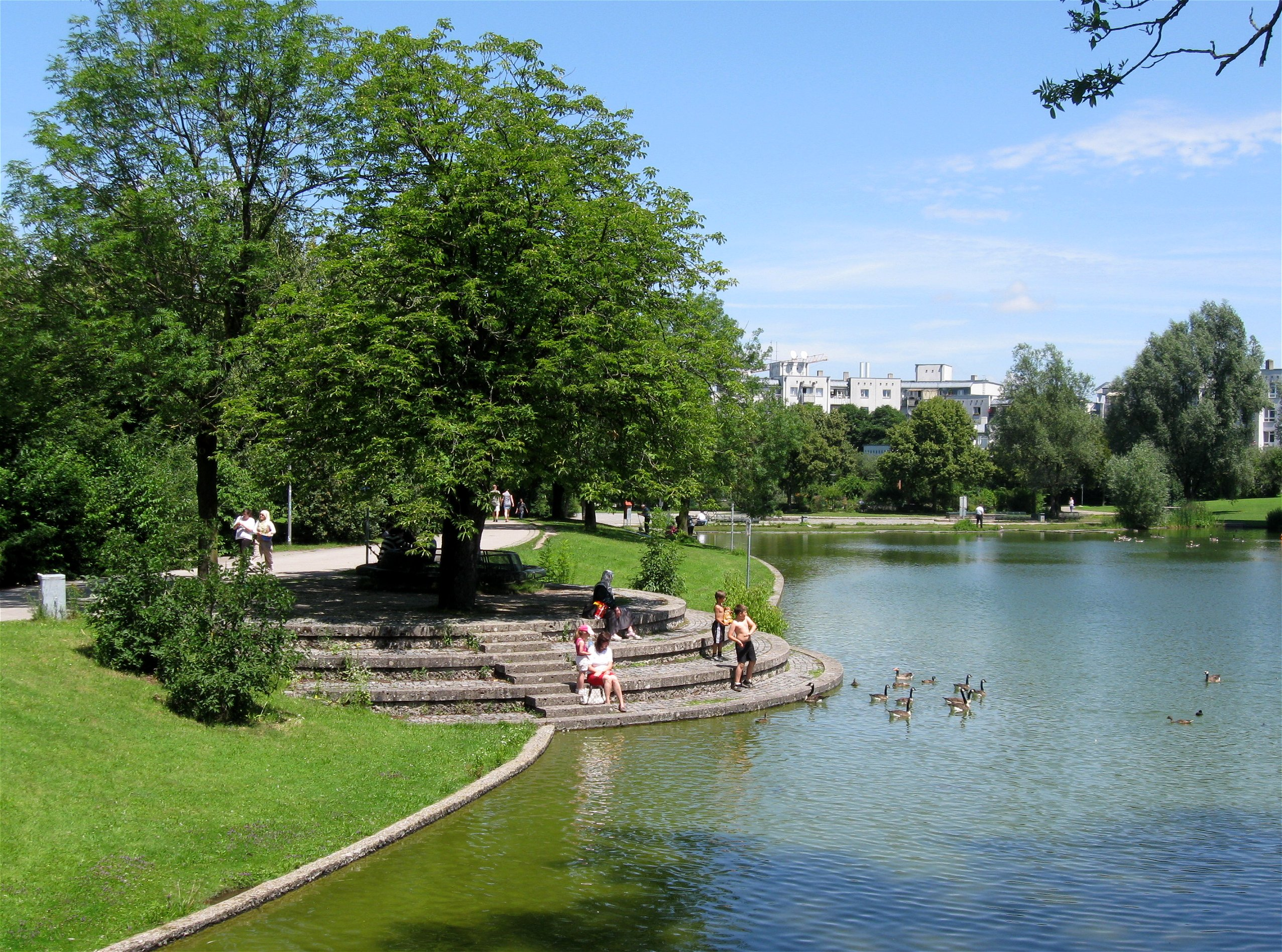
Mollsee ở phần phía Đông

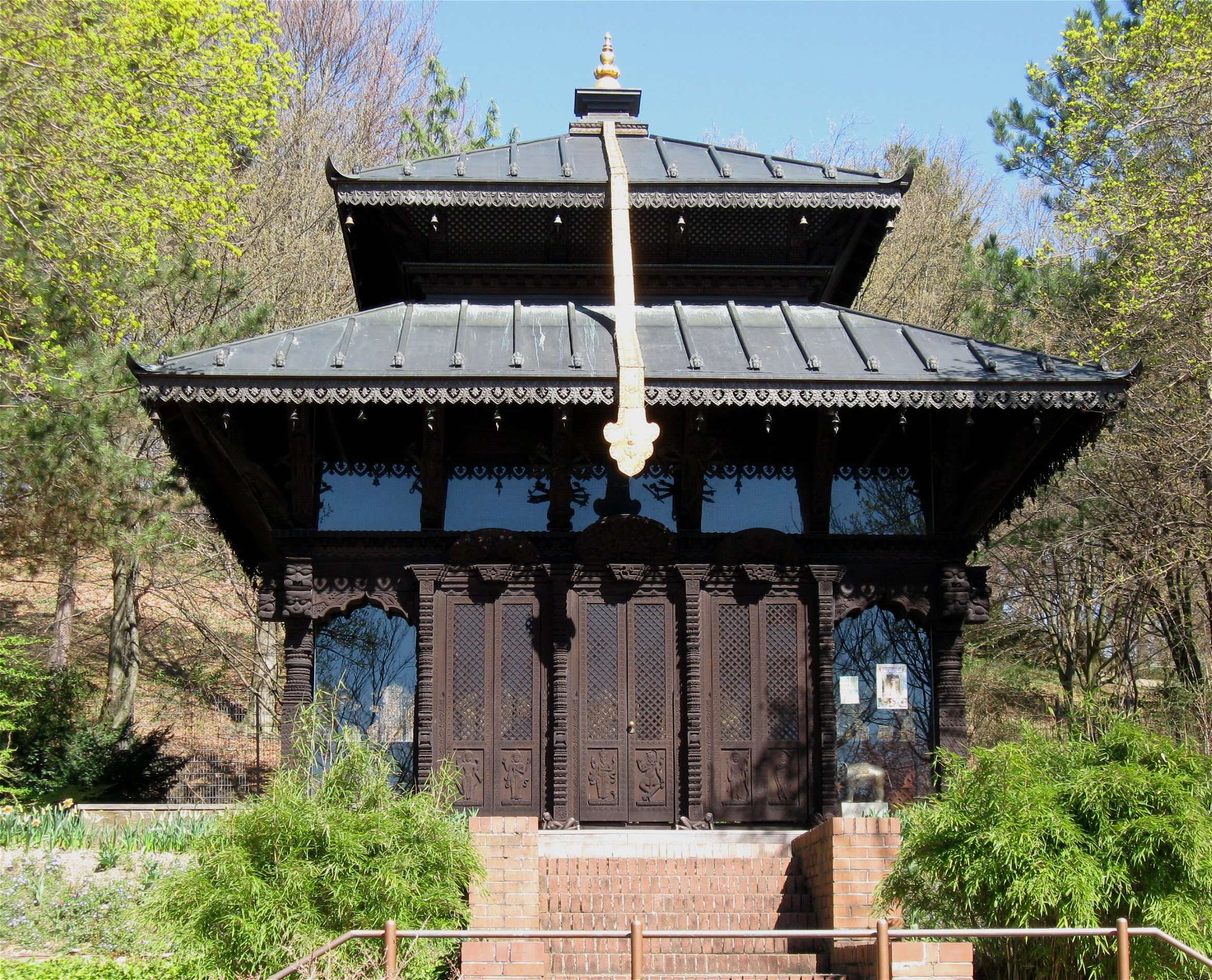
Chùa Nepal

West Park (tiếng Đức: Vườn phía Tây) là một công viên ở München, quận Sendling-Westpark. Nó được tạo ra làm Vườn triển lãm quốc tế (IGA) vào năm 1983 và được tự do viếng thăm kể từ khi kết thúc. West Park rộng khoảng 69 ha. Nó được đường vòng đai giữa (Mittleren Ring:Garmischer Straße) chia thành một phần phía đông và phía tây, được kết nối bởi một cầu có trồng cỏ đủ rộng cho người đi bộ và đi xe đạp.
Những tiện nghi giải trí của công viên bao gồm sân chơi và sân thể thao, chỗ nướng thịt, hai vườn bia (Biergarten), nhà hàng và đường đi bộ và đi xe đạp, khu vườn Hoa và Bụi cây, một vườn cây Alpen, một vườn hồng, vườn lịch sử, một khu vườn cho người mù, một khu vực Đông Nam Á với các tòa nhà cũng như các khu vườn quốc gia của các nước đó lôi cuốn du khách và làm cho Công viên Westpark trở thành một trong những công viên đô thị được viếng thăm nhiều nhất tại München.